# Gymnoclytia occidentalis
Gymnoclytia occidentalis là một loài ruồi trong họ Tachinidae.